# Macrophthalmus (Macrophthalmus) abbreviatus
Macrophthalmus (Macrophthalmus) abbreviatus is een krabbensoort uit de familie van de Macrophthalmidae. De wetenschappelijke naam van de soort is voor het eerst geldig gepubliceerd in 1981 door Manning & Holthuis.